# ناحیه گرانت، شهرستان سنت کلیر، میشیگان
ناحیه گرانت (به انگلیسی: Grant Township) یک منطقهٔ مسکونی در ایالات متحده آمریکا است که در شهرستان سنت کلیر، میشیگان واقع شده‌است. ناحیه گرانت ۷۷٫۳ کیلومتر مربع مساحت و ۱٬۸۹۱ نفر جمعیت دارد و ۲۲۲ متر بالاتر از سطح دریا واقع شده‌است.